# Tuffi ai Giochi della XXVII Olimpiade - Piattaforma 10 metri maschile

## Medaglie
| Posizione | Atleta         | Paese  |
| --------- | -------------- | ------ |
| Oro       | Xiong Ni       | Cina   |
| Argento   | Hu Jia         | Cina   |
| Bronzo    | Dmitrij Sautin | Russia |

## Risultati
| Class   | Atleta                 | Nazione        | Preliminare | Preliminare | Semifinale      | Semifinale      | Semifinale      | Semifinale      | Finale          | Finale          | Finale          |
| Class   | Atleta                 | Nazione        | Punti       | Class       | Punti           | Class           | Totale          | Class           | Punti           | Class           | Totale          |
| ------- | ---------------------- | -------------- | ----------- | ----------- | --------------- | --------------- | --------------- | --------------- | --------------- | --------------- | --------------- |
| Oro     | Xiong Ni               | Cina           | 503,16      | 1           | 201,45          | 2               | 704,61          | 1               | 523,08          | 1               | 724,53          |
| Argento | Hu Jia                 | Cina           | 485,43      | 2           | 206,61          | 1               | 692,04          | 2               | 506,94          | 2               | 713,55          |
| Bronzo  | Dmitrij Sautin         | Russia         | 471,27      | 3           | 190,92          | 5               | 662,19          | 3               | 488,34          | 3               | 679,26          |
| 4       | Alexandre Despatie     | Canada         | 436,86      | 6           | 188,28          | 6               | 625,14          | 8               | 464,07          | 4               | 652,35          |
| 5       | Ken Terauchi           | Giappone       | 457,59      | 4           | 191,49          | 4               | 649,08          | 5               | 445,41          | 5               | 636,90          |
| 6       | Mark Ruiz              | Stati Uniti    | 432,36      | 10          | 180,99          | 14              | 613,35          | 10              | 444,93          | 6               | 625,92          |
| 7       | Igor Lukashin          | Russia         | 432,15      | 11          | 179,94          | 15              | 612,09          | 11              | 444,57          | 7               | 624,51          |
| 8       | Mathew Helm            | Australia      | 455,37      | 5           | 198,03          | 3               | 653,40          | 4               | 420,21          | 11              | 618,24          |
| 9       | David Pichler          | Stati Uniti    | 440,91      | 7           | 187,89          | 7               | 628,80          | 7               | 428,28          | 9               | 616,17          |
| 10      | Robert Newbery         | Australia      | 434,70      | 9           | 185,28          | 10              | 619,98          | 9               | 428,70          | 8               | 613,98          |
| 11      | Heiko Meyer            | Germania       | 411,36      | 12          | 179,34          | 16              | 590,70          | 12              | 420,66          | 10              | 600,00          |
| 12      | Choe Hyong-Gil         | Corea del Nord | 448,41      | 6           | 185,52          | 9               | 633,93          | 6               | 377,46          | 12              | 562,98          |
|         |                        |                |             |             |                 |                 |                 |                 |                 |                 |                 |
| 13      | Leon Taylor            | Gran Bretagna  | 399,90      | 16          | 185,91          | 8               | 585,81          | 13              | Non qualificati | Non qualificati | Non qualificati |
| 14      | José Guerra            | Cuba           | 403,14      | 13          | 181,65          | 13              | 584,79          | 14              | Non qualificati | Non qualificati | Non qualificati |
| 15      | Jan Hempel             | Germania       | 401,19      | 14          | 181,71          | 12              | 582,90          | 15              | Non qualificati | Non qualificati | Non qualificati |
| 16      | Pak Yong-Ryong         | Corea del Nord | 400,29      | 15          | 181,74          | 11              | 582,03          | 16              | Non qualificati | Non qualificati | Non qualificati |
| 17      | Christopher Kalec      | Canada         | 388,50      | 17          | 175,02          | 17              | 563,52          | 17              | Non qualificati | Non qualificati | Non qualificati |
| 18      | Massimiliano Mazzucchi | Italia         | 386,91      | 18          | 172,80          | 18              | 559,71          | 18              | Non qualificati | Non qualificati | Non qualificati |
|         |                        |                |             |             |                 |                 |                 |                 |                 |                 |                 |
| 19      | Francisco Pérez        | Messico        | 381,78      | 19          | Non qualificati | Non qualificati | Non qualificati | Non qualificati | Non qualificati | Non qualificati | Non qualificati |
| 20      | Gilles Emptoz-Lacote   | Francia        | 377,70      | 20          | Non qualificati | Non qualificati | Non qualificati | Non qualificati | Non qualificati | Non qualificati | Non qualificati |
| 21      | Roman Volod'kov        | Ucraina        | 377,04      | 21          | Non qualificati | Non qualificati | Non qualificati | Non qualificati | Non qualificati | Non qualificati | Non qualificati |
| 22      | Jesus Iory             | Cuba           | 368,34      | 22          | Non qualificati | Non qualificati | Non qualificati | Non qualificati | Non qualificati | Non qualificati | Non qualificati |
| 23      | Oleksandr Skrypnik     | Ucraina        | 362,82      | 23          | Non qualificati | Non qualificati | Non qualificati | Non qualificati | Non qualificati | Non qualificati | Non qualificati |
| 24      | Yeoh Ken-Nee           | Malaysia       | 361,86      | 24          | Non qualificati | Non qualificati | Non qualificati | Non qualificati | Non qualificati | Non qualificati | Non qualificati |
| 25      | Mohammed Azheem Bahari | Malaysia       | 342,24      | 25          | Non qualificati | Non qualificati | Non qualificati | Non qualificati | Non qualificati | Non qualificati | Non qualificati |
| 26      | Emil Zhabrayilov       | Azerbaigian    | 334,74      | 26          | Non qualificati | Non qualificati | Non qualificati | Non qualificati | Non qualificati | Non qualificati | Non qualificati |
| 27      | Juan Urán              | Colombia       | 333,93      | 27          | Non qualificati | Non qualificati | Non qualificati | Non qualificati | Non qualificati | Non qualificati | Non qualificati |
| 28      | Cassius Duran          | Brasile        | 331,86      | 28          | Non qualificati | Non qualificati | Non qualificati | Non qualificati | Non qualificati | Non qualificati | Non qualificati |
| 29      | Yoo Chang-Joon         | Corea del Sud  | 331,05      | 29          | Non qualificati | Non qualificati | Non qualificati | Non qualificati | Non qualificati | Non qualificati | Non qualificati |
| 30      | Gabriel Chereches      | Romania        | 320,61      | 30          | Non qualificati | Non qualificati | Non qualificati | Non qualificati | Non qualificati | Non qualificati | Non qualificati |
| 31      | Alexey Gurman          | Kazakistan     | 320,13      | 31          | Non qualificati | Non qualificati | Non qualificati | Non qualificati | Non qualificati | Non qualificati | Non qualificati |
| 32      | Cho Dae-Don            | Corea del Sud  | 319,53      | 32          | Non qualificati | Non qualificati | Non qualificati | Non qualificati | Non qualificati | Non qualificati | Non qualificati |
| 33      | Peter Waterfield       | Gran Bretagna  | 317,31      | 33          | Non qualificati | Non qualificati | Non qualificati | Non qualificati | Non qualificati | Non qualificati | Non qualificati |
| 34      | András Hajnal          | Ungheria       | 316,14      | 34          | Non qualificati | Non qualificati | Non qualificati | Non qualificati | Non qualificati | Non qualificati | Non qualificati |
| 35      | Luis Villarroel        | Venezuela      | 309,66      | 35          | Non qualificati | Non qualificati | Non qualificati | Non qualificati | Non qualificati | Non qualificati | Non qualificati |
| 36      | Ruben Santos           | Spagna         | 300,90      | 36          | Non qualificati | Non qualificati | Non qualificati | Non qualificati | Non qualificati | Non qualificati | Non qualificati |
| 37      | Abel Sánchez           | Perù           | 295,14      | 37          | Non qualificati | Non qualificati | Non qualificati | Non qualificati | Non qualificati | Non qualificati | Non qualificati |
| 38      | Hovhannes Avtandilyan  | Armenia        | 284,91      | 38          | Non qualificati | Non qualificati | Non qualificati | Non qualificati | Non qualificati | Non qualificati | Non qualificati |
| 39      | Suchat Pichi           | Thailandia     | 268,65      | 39          | Non qualificati | Non qualificati | Non qualificati | Non qualificati | Non qualificati | Non qualificati | Non qualificati |
| 40      | Mohamad Nasrullah      | Indonesia      | 257,22      | 40          | Non qualificati | Non qualificati | Non qualificati | Non qualificati | Non qualificati | Non qualificati | Non qualificati |
| 41      | Damir Akhmetbekov      | Kazakistan     | 75,42       | 41          | Non qualificati | Non qualificati | Non qualificati | Non qualificati | Non qualificati | Non qualificati | Non qualificati |
| 42      | Eduardo Rueda          | Messico        | 60,30       | 42          | Non qualificati | Non qualificati | Non qualificati | Non qualificati | Non qualificati | Non qualificati | Non qualificati |